# Henri des Lyons de Feuchin
Henri des Lyons de Feuchin, né le 28 août 1868 à Montreuil (Pas-de-Calais) où il est mort le 14 mars 1950, est un homme politique français.

## Carrière politique
Élu dans la circonscription d'Abbeville, il est député de la Somme de 1909 à 1914, de 1919 à 1924 et de 1928 à 1932. Membre de diverses commissions, il dépose plusieurs propositions de loi : rétablissement des tribunaux supprimés dans le département de la Somme, ouverture d'un crédit destiné à la célébration des fêtes en l'honneur de Jeanne d'Arc.
Il est également rapporteur de la sous-commission chargée d'étudier sur place les besoins des ports de pêche et de cabotage. En 1924, il présente un rapport sur sa proposition de résolution tendant à charger la commission de l'armée d'établir et de faire connaître le bilan des pertes en morts et en blessés subies au cours de la Première Guerre mondiale par les nations belligérantes. Il défend par ailleurs les intérêts de son département à travers diverses mesures d'ordre général.
Il siège avec les députés du groupe de l'Union républicaine et démocratique.

## Publications
- « Rapport sur le Bilan des Pertes en Morts et en Blessés des Nations Belligérantes », Journal Officiel, documents parlementaires, 1924.